# Micromandibularia ruficeps
Micromandibularia ruficeps là một loài bọ cánh cứng trong họ Cerambycidae.